# Flanders Fashion Institute
Flanders Fashion Institute (FFI) was een vzw die zich richt op ondernemerschap in de modesector en een initiatief van de Vlaamse regering. Sinds 2016 is de werking van het Flanders Fashion Institute volledig opgenomen in Flanders DC. De voornaamste doelstelling is het samenbrengen van kennis en know-how om ondernemers in de modesector te helpen groeien en de Vlaamse modesector nationaal en internationaal te promoten.

## Geschiedenis
In 1996 richtten Linda Loppa, Geert Bruloot, Gerdi Esch en Patrick De Muynck de vzw "Mode Antwerpen" op om in te spelen op de interesse voor de Antwerpse en Vlaamse mode. In 1997 werd Mode Antwerpen meteen "cultureel ambassadeur" voor Vlaanderen en kreeg onder meer subsidies om Flanders Fashion Institute op te starten. Flanders Fashion Institute werd opgericht in 1998 en maakt sinds 2009 deel uit van Flanders DC, de Vlaamse organisatie voor ondernemerscreativiteit. De organisatie is gehuisvest in de Antwerpse Modenatie.
Van 2002 tot 2004 was Wivina Demeester voorzitter van de raad van bestuur van het FFI.
In 2006 belandde FFI in een crisis. Omdat er kritiek was op het financieel beheer, werden de subsidies geschorst. Vooral het handelen van het hoofd Linda Loppa lag sterk onder vuur. Hierop nam zij ontslag in augustus 2006 (dit was een voorwaarde van de Vlaamse Regering om terug subsidies te bekomen) en werd opgevolgd door Edith Vervliet. Vanaf 2007 werden terug subsidies toegekend, zij het deels afhankelijk van de resultaten. In april 2011 nam Edith Vervliet op haar beurt ontslag.

## Activiteiten
In 2014 werd het project Flanders Fashion Fuel gelanceerd. Een jury selecteerde vier beloftevolle modeontwerpers die elk over vier jaar gespreid € 50.000 steun krijgen. Aanvullend gaat er € 300.000 naar het FFI om voor verdere omkadering voor de ontwerpers te zorgen.
Samen met de stad Antwerpen zocht het FFI in 2014 ook een nieuw uniform voor het onthaalpersoneel van de stad. Hiervoor werd een wedstrijd uitgeschreven. Marius Janusauskas werd winnaar. In februari 2015 worden de nieuwe uniformen voorgesteld. Op eenzelfde manier zorgde het FFI voordien reeds voor nieuwe uniformen voor de Antwerpse politie en voor het onthaal- en horecapersoneel van de Antwerpse Zoo en Planckendael.